# Bumi Ayu (Babat Toman)
Bumi Ayu is een bestuurslaag in het regentschap Musi Banyuasin van de provincie Zuid-Sumatra, Indonesië. Bumi Ayu telt 1799 inwoners (volkstelling 2010).